# アンドリース・ファン・エールトフェルト
アンドリース・ファン・エールトフェルト（Andries van Eertvelt、1590年3月25日（洗礼日）- 1652年8月）は、フランドルの画家、版画家。フランドルにおける最初期の海洋画家の一人とされ、港の風景や航走する船舶、海戦の情景を描いた。

## 略歴
アントウェルペンで生まれた。誰から絵を学んだのかについては知られていない。1609年にアントウェルペンの聖ルカ組合の親方になった。1615年に結婚し、2人の子供が生まれたが、妻は1626年か1627年に亡くなった。妻が亡くなった後、弟子のマチュー・ファン・プラッテンベルフ(Matthieu van Plattenberg: 1607/1608- 1660)とイタリアに旅した。1628年から1630年の間はジェノヴァに滞在し、アントウェルペン出身の画家、版画家で、ジェノヴァで長く活動していたコルネリス・デ・ヴァール(Cornelis de Wael: 1592-1667)の邸に滞在し、コルネリス・デ・ヴァールに紹介されてジェノヴァの顧客のために絵を描いた。
1630年にアントウェルペンに戻った。海洋画家として人気を得て、作品はスペインやポルトガルに輸出され 、ネーデルランド共和国にも熱心な顧客を得た。17世紀フランドルの美術家の伝記を出版したコルネリス・デ・ビー(Cornelis de Bie)によって「海の息子(zoon van de zeeën.)」と評された。
アンソニー・ヴァン・ダイク(1599-1641)によって肖像画が描かれ、それをもとにスヘルテ・ア・ボルスヴェルト(Schelte a Bolswert)が制作した版画は、ヴァン・ダイクの時代の指導的な人物を描いた版画集、「Icones Principum Virorum」の一枚になり、出版された。
1662年にアントウェルペンで没した。弟子にはガスパール・ファン・エイクやマチュー・ファン・プラッテンベルフがいて、ヘンドリック・ファン・ミンダーハウトも弟子であった可能性がある。弟子の多くは海洋画家になった。
ファン・エールトフェルトはフランドルで海洋画を専門に描いた最初の人物の一人とされ、港の風景や航走する船舶や海戦の情景を描いた。前の世代の画家、オランダ、ハールレムで活動し人気のあった海洋画家ヘンドリック・コルネリスゾーン・フローム(c.1563-1640)やアントウェルペンの港の風景も描いたピーテル・ブリューゲル(1525/30-1569)らとの関係が論じられてきた。

## 作品

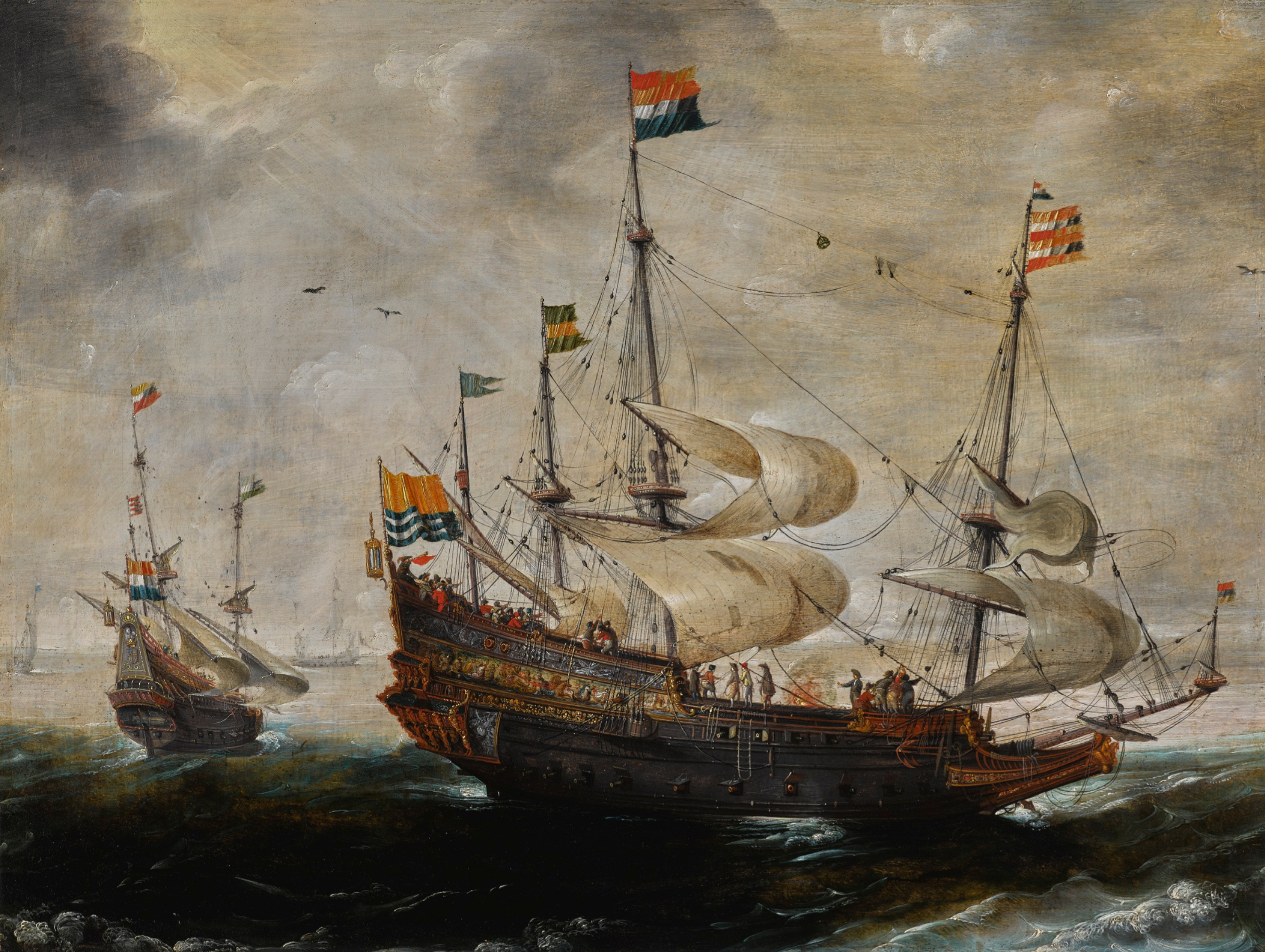
ゼーラントの旗をはためかして進む帆船
トルコ軍とキリスト教徒軍の海戦
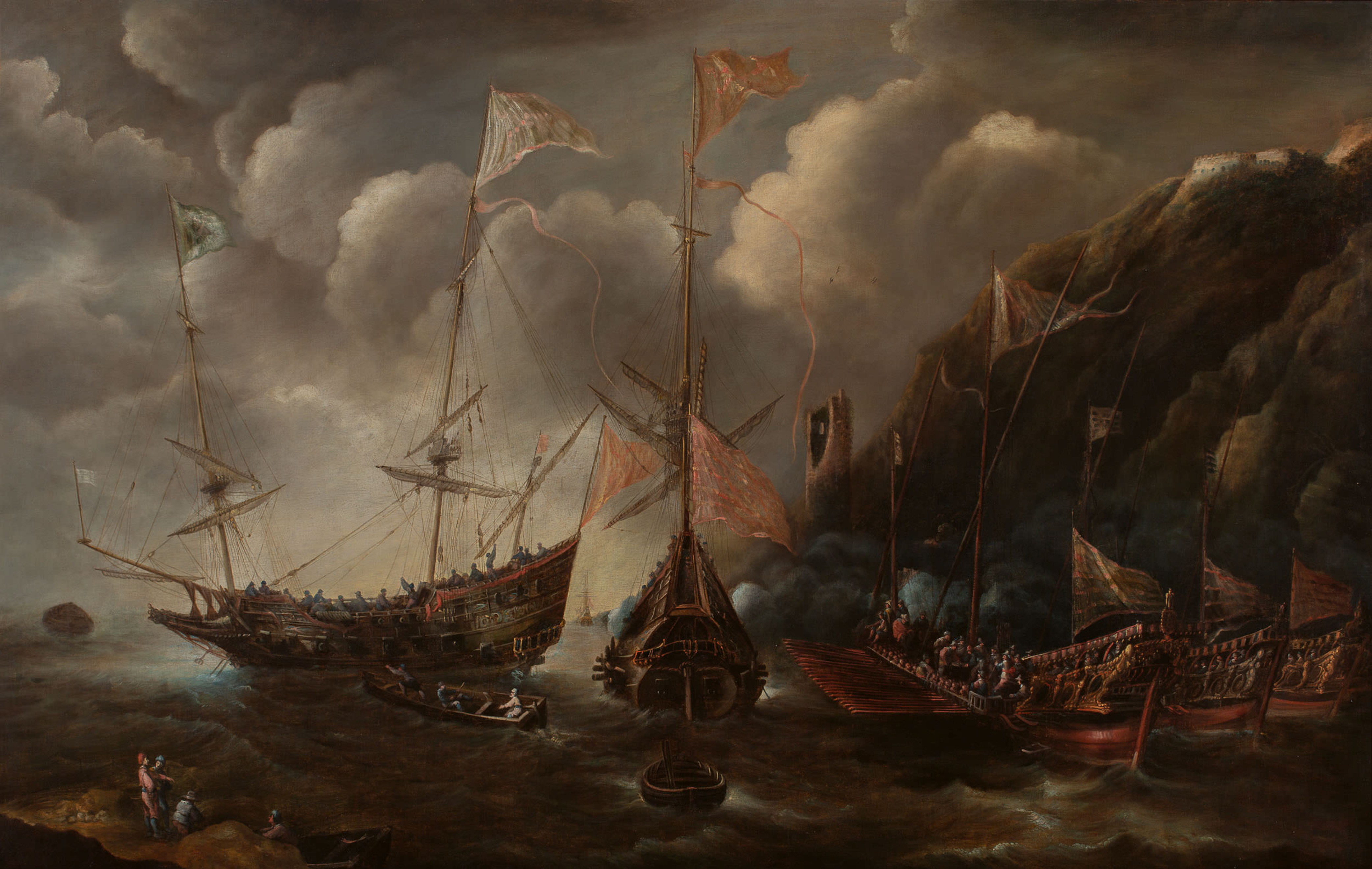
地中海の海岸からの出航
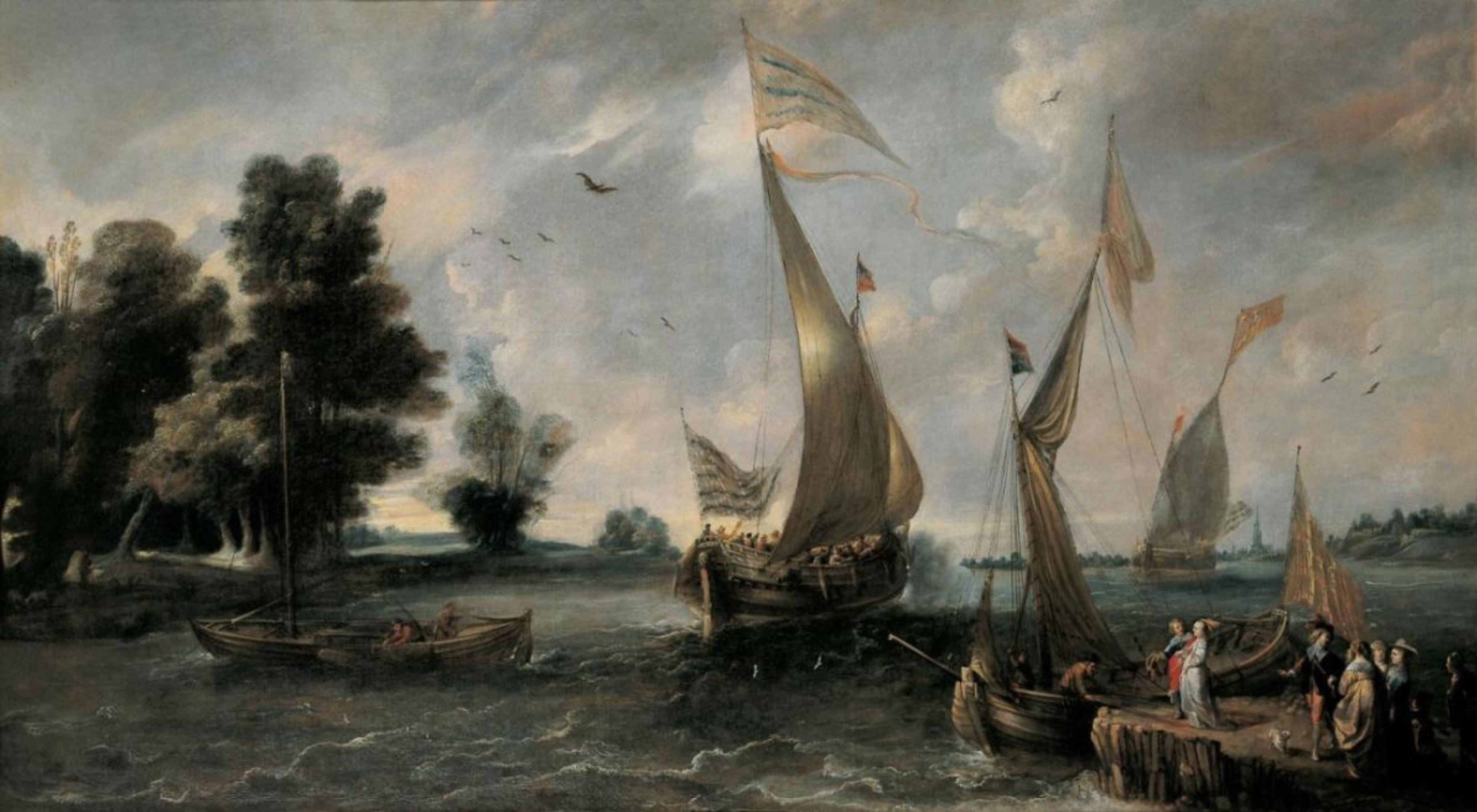
ボート、桟橋と人物がいる川の景色
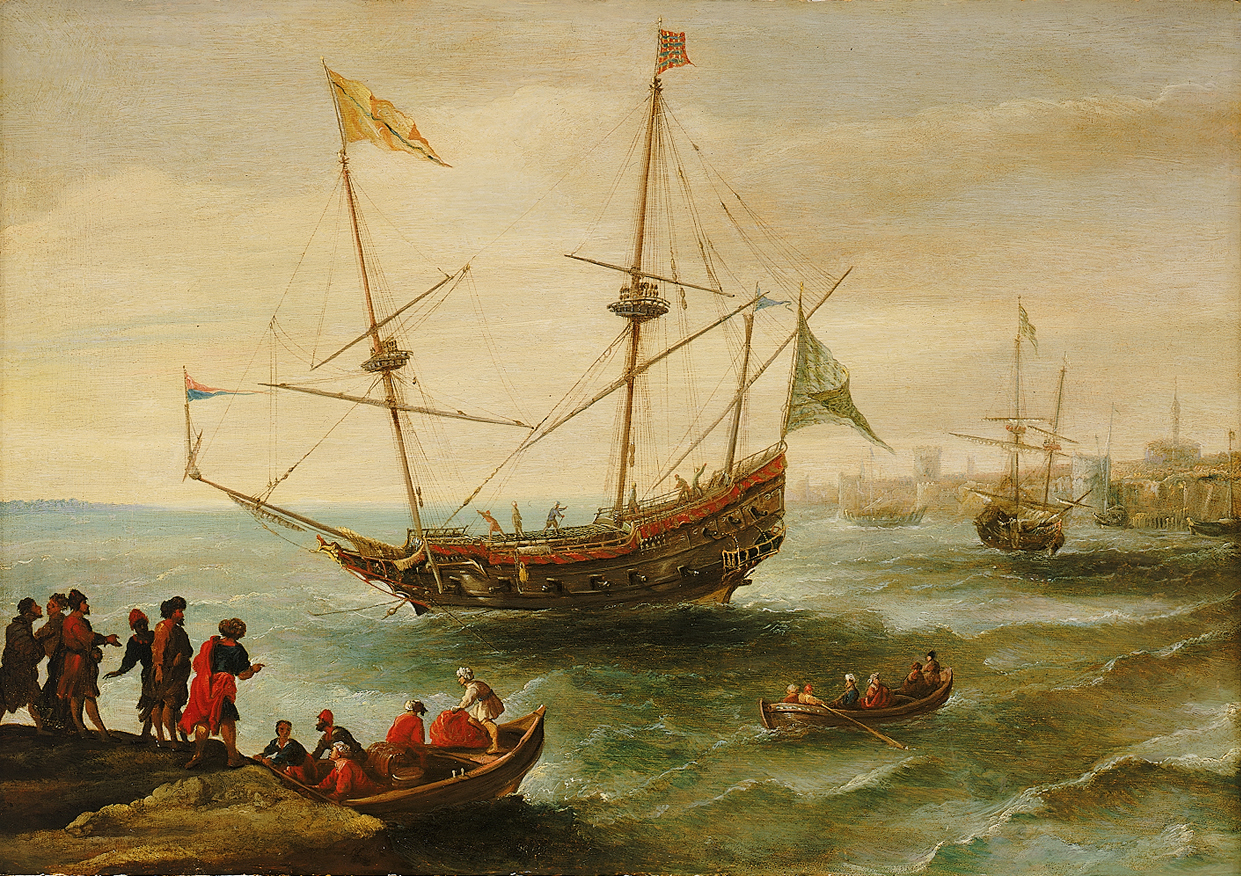
バルバリア海岸の港からの出航
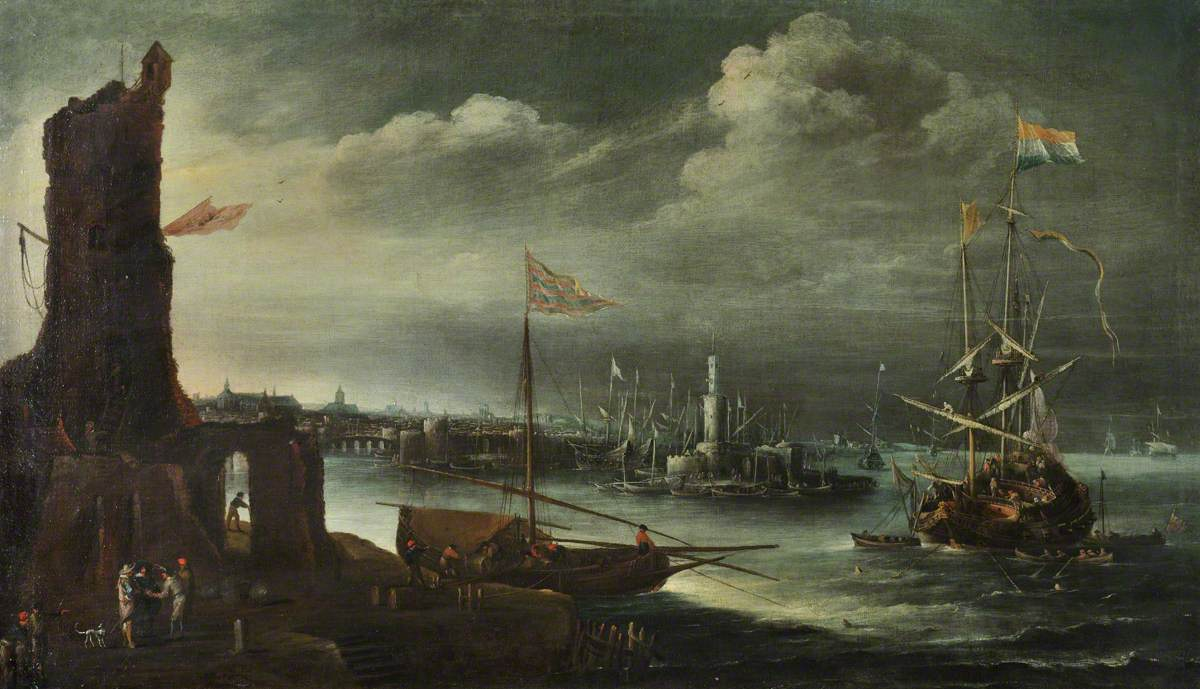
ジェノヴァの港のオランダ船
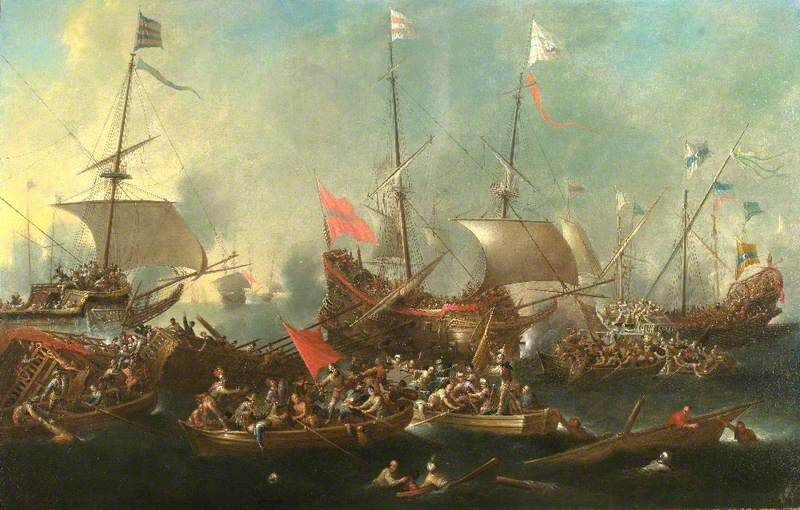
キリスト教徒の船とバルバリア海賊の戦い
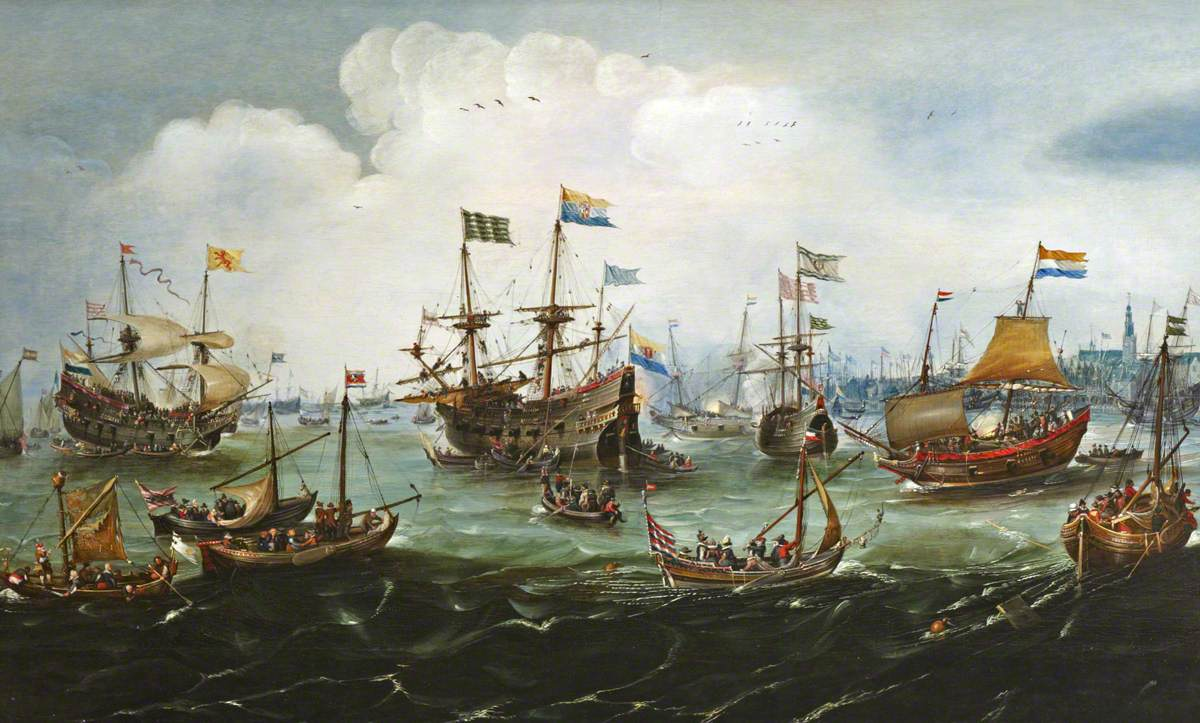
東インド探検からアムステルダムに帰還した船団